# Castello di Hardegsen
Il castello di Hardegsen, anche noto come Burg Hardeg, si trova nell'omonima città della Bassa Sassonia, in Germania, nel circondario di Northeim.

## Storia

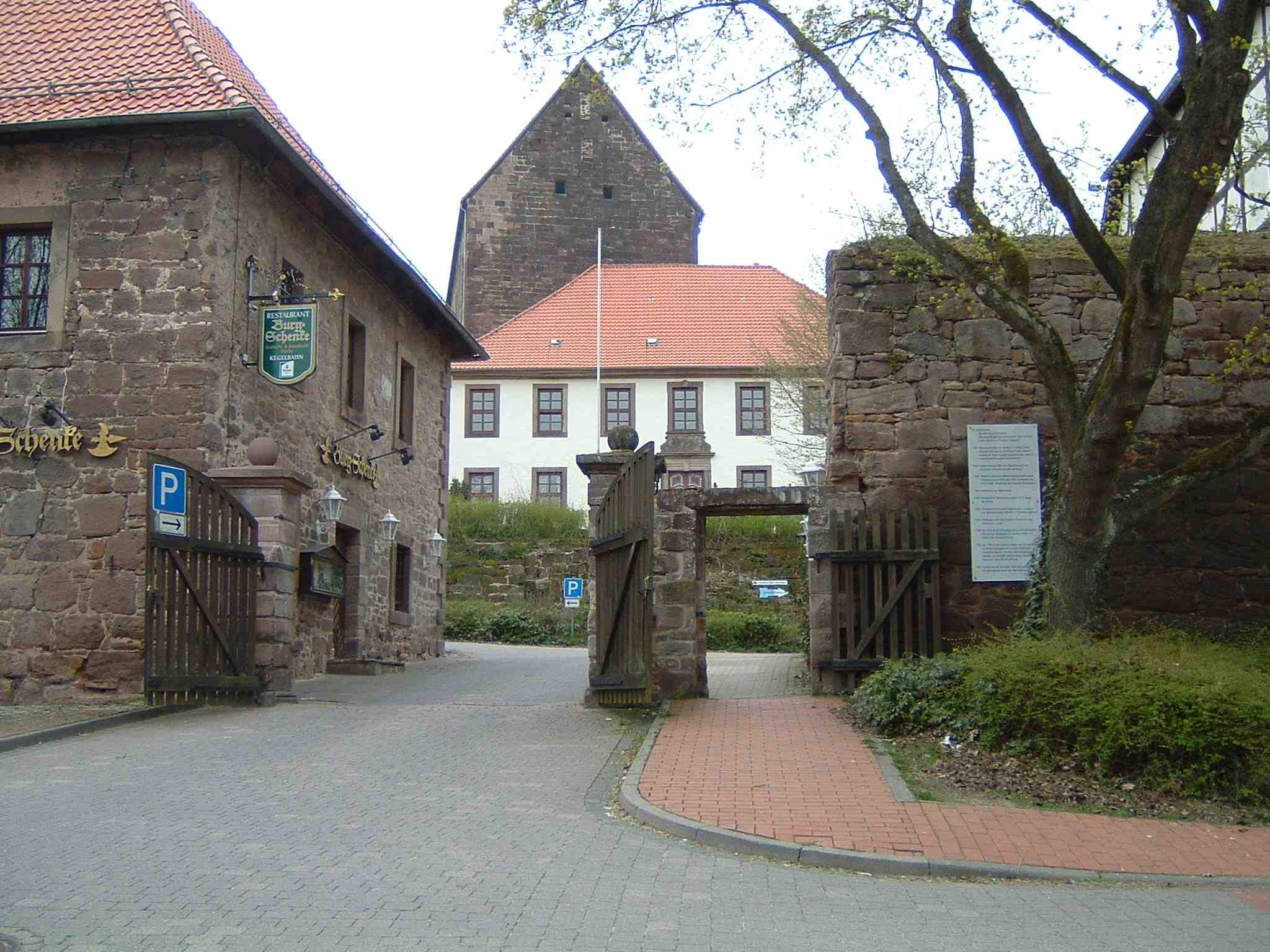
Cancello di accesso esterno al castello

Il nome del castello di Hardeg compare per la prima volta in un documento dell'anno 1266 nel quale ne è citato l'allora signore come dominus Castri Hardegse, il cavaliere Ludwig von Rosdorf. All'epoca della prima menzione scritta, il castello doveva esistere già da diversi anni. Si ritiene che il primo complesso castellano di Hardegsen sia stato costruito intorno all'anno 1000, sul piccolo altopiano roccioso a ovest del Muthaus, in direzione del parco termale. Il nome Hardeck non significa angolo duro, come si potrebbe dedurre dalla sua posizione sulla roccia, ma viene interpretato come una derivazione del nome francone Heridag. Attorno al 1324 venne edificato il Muthaus per volontà di Corrado e Ludovico Von Rosdorf. Questa sorprendente fase di ampliamento del castello ha dato al complesso che ci è pervenuto la sua forma base di grandi dimensioni (misura 110 metri x 140 metri ed è quindi due volte più grande del più famoso castello di Plesse nella foresta di Gottinga). Contemporaneamente attorno al castello vennero costruite nuove fortificazioni, fossati e stagni. Le pietre per gli edifici vennero estratte dal fossato a nord del castello e dalle cave di Niedeck e Hünscheburg. L'acqua per i fossati e gli stagni, nonché per l'approvvigionamento del castello, veniva fornita dalla sorgente Lunau tramite condotte di legno sotterranee. Un ulteriore approvvigionamento idrico era garantito da una cisterna riscoperta nel 1992, che raccoglieva l'acqua piovana. I costruttori, i cavalieri Corrado e Ludovico Von Rosdorf, alla fine si ritrovarono con le loro risorse finanziarie ormai esaurite. Dopo l'ampliamento del Muthaus (avvenuto nel 1324) i proprietari lo cedetto al duca Ottone, e con esso anche la città di Hardegsen e Moringen. Dal 1379 fino alla morte di Ottone, il castello di Hardegsen divenne la residenza ducale e la sede del governo del Principato di Oberwald o Gottinga. Il duca Ottone di Brunswick-Gottenhausen era una figura tipica dell'epoca cavalleresca. Il suo soprannome Quade (cane rabbioso senza guinzaglio) si riferisce alla sua attività di barone dedito ad acquisire anche con metodi scorretti varie proprietà . Ciò è testimoniato anche dalla scomunica del vescovo di Magonza, per cui dopo la sua morte, nel 1394, Ottone fu inizialmente sepolto fuori dal terreno consacrato, sotto la grondaia del monastero di Wiebrechtshausen. Solo quando la sua vedova, la duchessa Margarete, costruì la chiesa di San Maurizio a Hardegsen, sulla sua tomba venne edificata una cappella.
Dal momento della sua vendita al duca fino alla metà del XVI secolo, il castello di Hardegsen fu, con brevi interruzioni, il centro degli eventi del Principato di Gottinga come sede governativa e principesca. La vedova di Ottone, la duchessa Margarete, che aveva la sua residenza vedovile nel castello, si dimostrò una particolare benefattrice della città. Dal 1463 in poi, il duca feudale Guglielmo il Giovane, della stirpe Grubenhagen dei Welfen, ebbe la sua residenza nel castello, dove morì anche lui nel 1503. L'utilizzo del Muthaus è attestato da un documento del 1470. Dal 1546 al 1548, il castello di Hardegsen fu la residenza vedovile della duchessa Elisabetta che, in qualità di moglie di Eric il Vecchio di Brunswick, introdusse la Riforma nella zona. Dalla metà del XVI secolo fino al 1820, il castello di Hardegsen fu la sede del distretto di Hardegsen. I Burgmänner, in seguito chiamati Amtmänner, fungevano da rappresentanti del sovrano e gestivano gli affari amministrativi dell'Amt Hardegsen con i suoi 10 villaggi, tra cui la città di Hardegsen. Nel 1595 il cronista Letztner definì il complesso del castello come un palazzo principesco. Nel secolo successivo gli edifici del castello vennero utilizzati come parte di un'azienda agricola. Dal 1820 il castello divenne dominio reale di Hannover e infine nel 1945 rientrò nella della Bassa Sassonia. Dopo la cessione, nel 1972, il complesso edilizio e il terreno circostante divennero proprietà della città di Hardegsen. Da allora sono stati eseguiti ingenti lavori di restauro e ampliamento, conferendo al complesso l'aspetto che ci è pervenuto.

## Descrizione
Il castello si trova nell'abitato di Hardegsen città della Bassa Sassonia, in Germania. Il Muthaus è la struttura più antica, assieme all'Hagenhaus nell'angolo nord-orientale e alcune parti del muro di cinta. Tutte le altre parti dell'edificio sono state costruite con le pietre degli antichi edifici del castello, come l'ex edificio degli uffici ricavato dalle pietre del mastio demolito nel 1780. Il Muthaus, costruito nel 1324, ha un'altezza di 35 metri, una lunghezza di 25,50 metri e una larghezza di 13,50 metri, ed è l'edificio non religioso più antico e più grande conservato nella Bassa Sassonia meridionale. Le alte finestre sono piuttosto insolite per l'epoca in cui fu costruito, e indicano che veniva utilizzato solo in estate. Questa impressione è ulteriormente rafforzata dal fatto che per il riscaldamento è presente un solo camino. Poiché negli anni successivi non vennero apportate modifiche significative a questo edificio, il corpo centrale del castello risalente alla prima metà del XIV secolo è stato conservato pressoché inalterato. L'edificio è stato costruito su una rupe di arenaria con una pendenza notevole da nordovest a sudest ed è sorretto da un'imponente cantina con volta a crociera in stile gotico. Questo ambiente con volta, che corrisponde alla cucina originale del vecchio castello, ha ricevuto il suo aspetto recente nel 1985, per iniziativa di un discendente di un ex balivo del castello, von Jagemann. La cantina è stata restaurata e da quel momento funge da sala per un'ampia varietà di occasioni. La Sala Bianca, situata tra la cantina e la Sala dei Cavalieri, è stata la prima ad essere trasformata in una sala polivalente dalla città di Hardegsen nel 1974 e funge da sala espositiva, sala concerti e sala riunioni. Le massicce pareti esterne sono spesse 2,50 metri nel seminterrato e 1,80 metri al piano terra.